# Référendums irlandais de 1968
Deux référendums ont lieu en Irlande le 16 octobre 1968 afin de modifier la Constitution :
- Référendum irlandais sur le découpage des circonscriptions électorales ;
- Référendum irlandais de 1968 sur le mode de scrutin.